# Список русских цариц
Список русских цариц — включает жён русских царей от Ивана Грозного до Петра Великого.

## Характеристика
Список включает в себя хронологическое перечисление супруг русских царей. В него входят жёны, не признанные православной церковью, но считающиеся таковыми историками (в случае Ивана Грозного). Включены также персоны, умершие до вступления супруга на престол.

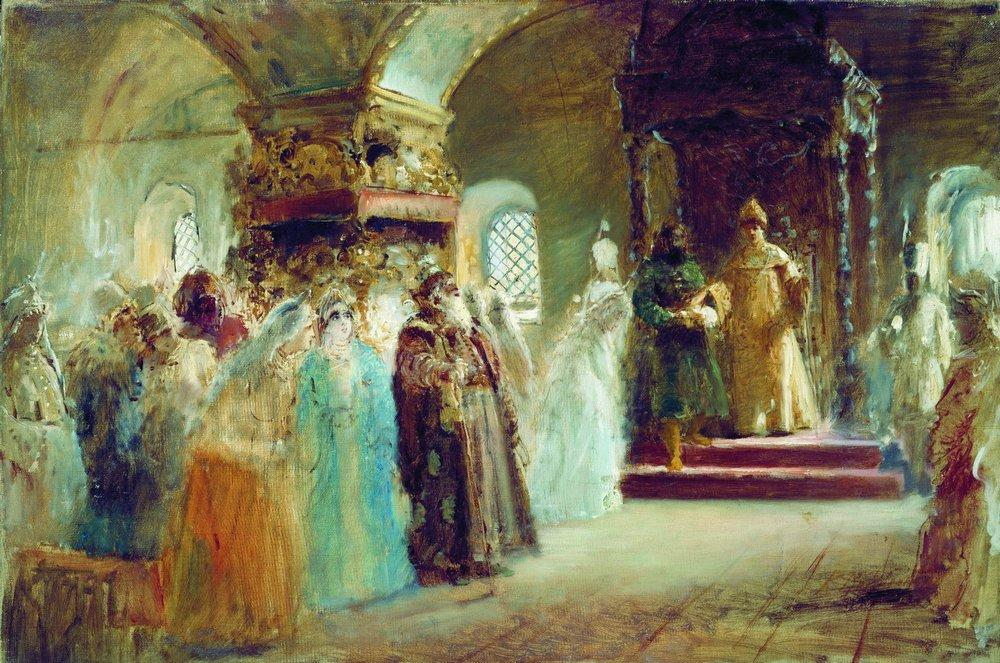
«Выбор невесты царём Алексеем Михайловичем», картина К. Маковского

Князья московские заключали браки как по династическим соображениям с княжнами из других городов, так и по личным склонностям с женщинами, данных о чьём происхождении не сохранилось. Русские цари начали выбирать невест по обычаю, заимствованному из Византии — по результатам смотра невест из самых красивых женщин страны, и предпочитали не жениться на представительницах верхушки русской аристократии.
После смерти мужа московские княгини и царицы обычно удалялись в монастырь, принимая в иночестве новое имя, под которым иногда упоминаются в источниках (например, Дума издавала указы от лица «царицы Александры» — Ирины Годуновой).
Браки Иоанна IV после 4-го по закону православной церкви считаются нелегитимными (голубой цвет в табл.), также в список не включены две его «жены», считающиеся недостоверными.
Второй брак московские князья заключали лишь в случае смерти своей супруги, но с Василия III начинается обычай, также встречавшийся в Византии и подхваченный русскими царями, «разводиться» с неугодными жёнами, ссылая их в монастырь. Судьба женщины обычно зависела от её способности родить наследника. Последней постриженной царицей была Евдокия Лопухина. Всего сосланными в монастырь было 5 цариц.
Одна или две супруги российских монархов погибли насильственной смертью (красный цвет в табл.).

## Список
| Имя                                    | Варианты имени                                           | Портрет | Годы жизни       | Супруг                                                                                            | Дата свадьбы                   | Дети в браке                                   | Утрата статуса                                                                               | Погребена                                                                          |
| -------------------------------------- | -------------------------------------------------------- | ------- | ---------------- | ------------------------------------------------------------------------------------------------- | ------------------------------ | ---------------------------------------------- | -------------------------------------------------------------------------------------------- | ---------------------------------------------------------------------------------- |
| Рюриковичи                             |                                                          |         |                  |                                                                                                   |                                |                                                |                                                                                              |                                                                                    |
| Жёны Ивана Грозного:                   |                                                          |         |                  |                                                                                                   |                                |                                                |                                                                                              |                                                                                    |
| Анастасия Романовна (Захарьина-Юрьева) |                                                          |         | (1530/1532-1560) | Иван IV Грозный                                                                                   | 1547 Выбрана на смотре невест. | наследник, сыновья и дочери                    | умерла при жизни мужа                                                                        | Вознесенский монастырь (Москва)                                                    |
| Мария Темрюковна до крещения Кученей   |                                                          |         | (ум. 1569)       | Иван IV Грозный                                                                                   | 1561                           | умерший сын                                    | умерла при жизни мужа                                                                        | Вознесенский монастырь (Москва)                                                    |
| Марфа Васильевна (Собакина)            |                                                          |         | (ум. 1571)       | Иван IV Грозный                                                                                   | 1571 Выбрана на смотре невест. | нет                                            | умерла через две недели после свадьбы                                                        | Вознесенский монастырь (Москва)                                                    |
| Анна Ивановна (Колтовская)             | в иночестве Дарья                                        |         | (ум. 1626)       | Иван IV Грозный                                                                                   | 1572 Выбрана на смотре невест. | нет                                            | сентябрь 1572: пострижена в монахини. Местночтимая святая                                    | Тихвинский Введенский монастырь                                                    |
| Анна Григорьевна (Васильчикова)        | в иночестве Дарья                                        |         | (ум. 1576)       | 5-я супруга Ивана Грозного, считается незаконной (подробнее см. Законность браков Ивана Грозного) | 1575                           | нет                                            | лето 1575/6: пострижена в монахини                                                           | Покровский монастырь (Суздаль)                                                     |
| Мария Фёдоровна (Нагая)                | в иночестве Марфа                                        |         | (ум. 1608)       | 6-я супруга Ивана Грозного, считается незаконной (подробнее см. Законность браков Ивана Грозного) | 1580                           | сын (в связи с его рождением статус упрочился) | После убийства сына вдовая царица была пострижена в монахини                                 | Вознесенский монастырь (Москва)                                                    |
| Ирина Фёдоровна (Годунова)             | в иночестве Александра                                   |         | (1557—1604)      | Фёдор I Иоаннович                                                                                 | 1580                           | одна дочь                                      | после смерти мужа ушла в монастырь; с 16 января по 21 февраля 1598 года — де юре самодержица | Вознесенский монастырь (Москва)                                                    |
| Годуновы:                              |                                                          |         |                  |                                                                                                   |                                |                                                |                                                                                              |                                                                                    |
| Мария Григорьевна (Скуратова-Бельская) |                                                          |         | (ум. 1605)       | Борис Годунов                                                                                     | 1571 или 1572                  | наследник, дочь                                | вдовствующая царица, убита вместе с сыном                                                    | Варсонофьевский монастырь (перезахоронение — Троице-Сергиева лавра)                |
| супруги нет                            |                                                          |         |                  | Фёдор Годунов                                                                                     |                                |                                                |                                                                                              |                                                                                    |
| «Рюриковичи»:                          |                                                          |         |                  |                                                                                                   |                                |                                                |                                                                                              |                                                                                    |
| Марина Юрьевна (Мнишек)                |                                                          |         | (ок. 1588—1614)  | Лжедмитрий I, Лжедмитрий II                                                                       | 1606                           | сын                                            | умерла в заключении, возможно, убита                                                         | ?                                                                                  |
| Шуйские:                               |                                                          |         |                  |                                                                                                   |                                |                                                |                                                                                              |                                                                                    |
| Елена Михайловна (Репнина)             |                                                          |         | (ум.1592)        | Василий IV Шуйский                                                                                |                                | нет                                            | до вступления супруга на трон скончалась либо была сослана в монастырь                       | могила неизвестна                                                                  |
| Мария Петровна (Буйносова-Ростовская)  | в иночестве Елена до брака — Екатерина                   |         | (ум.1626)        | Василий IV Шуйский                                                                                | 1608                           | две дочери                                     | вместе с мужем насильно пострижена в монахи, скончалась после смерти мужа                    | Покровский монастырь (Суздаль) (перезахоронение — Вознесенский монастырь (Москва)) |
| Романовы:                              |                                                          |         |                  |                                                                                                   |                                |                                                |                                                                                              |                                                                                    |
| Мария Владимировна (Долгорукова)       |                                                          |         | (ум. 1625)       | Михаил Фёдорович                                                                                  | 1624                           | нет                                            | скончалась через несколько месяцев после свадьбы                                             | Вознесенский монастырь (Москва)                                                    |
| Евдокия Лукьяновна (Стрешнева)         |                                                          |         | (ум. 1645)       | Михаил Фёдорович                                                                                  | 1626 Выбрана на смотре невест. | наследник, сыновья, дочери                     | скончалась вдовствующей царицей после смерти супруга                                         | Вознесенский монастырь (Москва)                                                    |
| Мария Ильинична (Милославская)         |                                                          |         | (1624-1669)      | Алексей Михайлович                                                                                | 1648                           | наследник, сыновья, дочери                     | скончалась при жизни мужа                                                                    | Вознесенский монастырь (Москва)                                                    |
| Наталья Кирилловна (Нарышкина)         |                                                          |         | (1651—1694)      | Алексей Михайлович                                                                                | 1671 Выбрана на смотре невест. | наследник, дочери                              | скончалась вдовствующей царицей после смерти супруга                                         | Вознесенский монастырь (Москва)                                                    |
| Агафья Семёновна (Грушецкая)           | Полное имя — Евфимия-Агафья                              |         | (1663—1681)      | Фёдор III Алексеевич                                                                              | 1680 Выбрана на смотре невест. | младенец-сын Илья                              | скончалась на третий день после родов                                                        | Вознесенский монастырь (Москва)                                                    |
| Марфа Матвеевна (Апраксина)            |                                                          |         | (1664—1715)      | Фёдор III Алексеевич                                                                              | 1682                           | нет                                            | скончалась вдовствующей царицей после смерти супруга                                         | Петропавловский собор (Петербург)                                                  |
| Прасковья Фёдоровна (Салтыкова)        | При рождении — Александровна                             |         | (1664—1723)      | Иван V                                                                                            | 1684 Выбрана на смотре невест. | только дочери                                  | скончалась вдовствующей царицей после смерти супруга                                         | Благовещенская церковь Александро-Невской лавры (Петербург)                        |
| Евдокия Фёдоровна (Лопухина)           | При рождении — Прасковья Илларионовна, в иночестве Елена |         | (1669—1731)      | Пётр I                                                                                            | 1689                           | сыновья, в том числе предполагаемый наследник  | пострижена в монахини в 1698 году                                                            | Смоленский собор Новодевичьего монастыря (Москва)                                  |